# 野島昭生
野島昭生（日语：／ Nojima Akio，1945年4月6日—）是日本的演員、聲優、旁白。東京都西東京市出身。原本屬於東京俳優生活協同組合，後來轉到Sigma Seven。
長男野島裕史，次男野島健兒都在從事聲優（配音員）方面的活動。三男野島智司則為作家。而其媳婦（健兒的妻子）澤口千惠也是一名配音員。此外澤口的妹妹是音樂家、弟弟是搞笑藝人，其親屬大多都是演藝事業方面的藝人。

## 簡歷
在經過東京俳優生活協同組合、後轉到Sigma Seven。
1977年到1986年之間，擔任過SLAPSTICK的領導著，在作為一名貝斯手（原本一開始是擔任的是彈吉他，後來變成做調音的工作）方面也很活躍。

## 軼事

### SLAPSTICK
在一次和後來的創始團員神谷明和曾我部和恭聚會時，曾我部帶著吉他，由於很快就上手的關係有成立樂團之意，後來古川登志夫和古谷徹也加入後，樂團就此成行。據說第一次練習的時候是在盛夏，所以全體成員都練的汗流浹背的。不過因為接觸了配音方面的活動，有時回憶起在樂團時期「卻是非常快樂，也是很好的經驗」。雖然樂團的活動已經結束了，不過在2007年12月時卻為元成員的曾我部和恭、鈴置洋孝兩名成員舉辦追掉音樂會。

### 『霹靂遊俠』
在『霹靂遊俠』的霹靂車（騎士2000）的人工智慧KITT（夥計）的角色時相當苦惱，在與導演兩人商談之後，製作了試驗版，在第3次的錄音時總算是達到目標。他用電腦的說話方式來演這個角色，並且以大人之間的兄弟情誼那樣的方式呈現。他也將主演的李麥克的佐佐木功的配音聽過一次，並記下來後，才一氣呵成的配完。正因為如此麥可・奈特（李麥克）與KITT才很合得來。經過一番辛苦後，現在KITT被視為野島的代表配音角色。

### 與兒子一起共演
野島昭生也有過和其兒子們一起共演的經歷，特別是長子野島裕史主演的『Scarecrowman』中作為客串演出史坦的現在的聲音，而由次子野島健兒擔任演出的同一角色年輕時的聲音。而父子角色的共演次數不在少數。

## 演出作品

### 電視動畫
1964年
- BIGX（角色名不詳）

1966年
- 彩虹戰隊羅賓（米克隆）

1968年
- 巨人之星（伴大造的司機）

1969年
- 女排NO.1

1970年
- 紅血的11（屋島才三）

1971年
- 阿帕契棒球隊（蜱蟎）
- 猿飛小悅（大平）

1972年
- 鐵甲飛天俠（衝擊波99／阿斯法爾特、大山次郎）
- 惡魔人（德蘭哥）

1976年
- 尋母三千里（洛基）

1977年
- 浣熊拉斯卡爾（卡爾・馬蒂）
- 合身戰隊梅康德機器人（敷島龍介）
- 新・巨人之星（田淵幸一）
- 無敵超人戰伯特3（神一太郎、茲布特）

1978年
- 一球同學（岩風教練）
- 銀河鐵道999（青年、奈瓦羅）
- 金銀島（亞伯拉罕・葛雷）
- 無敵鋼人戴塔恩3（旁白）※第17話

1979年
- 科學探險隊（赤井大地）
- 凡爾賽玫瑰（伯納爾・夏特雷）

1980年
- 原子小金剛（第2作）（塔克）※第46話
- 無敵機器人崔德G7（川村）

1981年
- 銀河旋風布蘭格（契霍波拉）
- 新竹取物語 1000年女王（雨森元）
- 怪博士與機器娃娃（Dr．馬西里特（第一代））
- 六神合體明神武（賈許）※第43話-第44話是曾我部和恭
- 狗狗三劍客（阿多斯）

1982年
- 淘氣神物語 叩隆叩隆寶蓉（阿波羅）
- PATALIRO!（洋蔥部隊的第3人）
- 魔境伝説亞克隆邦奇（蘭堂良）

1983年
- 亞空大作戰史蘭格爾（錢斯艦長）
- 伊賀野河馬丸（前島）
- 銀河疾風薩斯蘭格（布柯羅）
- 裝甲騎兵伏東姆斯（奧隆・舒密特爾）
- 愛麗絲夢遊仙境（爸爸）
- 遙控摔角3四郎（製作人）
- 漫畫日本史（藤原基經、後三條天皇、平清盛、足利義滿、松平定信）

1984年
- 小代貓波喵（大判燒馬夫）
- 世紀末救世主傳說 北斗神拳（內華達）
- 不可思議的無尾熊布林基（襟巻蜥蜴）
- 牧場上的少女卡特莉（泰姆・萊柯拉）
- 魔法妖精貝露莎（速水英樹）

1985年
- 職業高爾夫猿（旁白）

1986年
- 愛少女波麗安娜物語（哈洛德）
- 青春動畫全集（「翌檜物語」:加島）
- 生徒諸君！（金田鹽）
- 聖鬥士星矢（雙子座 薩卡（善））※聖域篇

1991年
- 橫山光輝 三國志（曹洪）

1992年
- 幽遊白書（陰魔鬼）

1993年
- 無責任艦長（通訊兵）

1995年
- H2（竹村）

1996年
- 名犬萊西（山姆・凱拉克勞）
- 浪人劍心 -明治劍客浪漫譚-（般若）

1998年
- 快傑蒸汽偵探團 TV ANIMATION SERIES（基特默）
- 遊☆戲☆王（吉森）

1999年
- The Big O（R・因斯特爾）
- ∀GUNDAM（席德・蒙薩）

2000年
- 名偵探柯南（片桐正紀）

2001年
- 電腦冒險記（老騎士）

2002年
- 犬夜叉（羅剎的勘助）
- 陸上防衛隊（鬼瓦陸士郎（真緒的爺爺））

2004年
- KURAU Phantom Memory（法蘭克）
- 極道鮮師（澤田慎的父親）

2005年
- 英國戀物語艾瑪（理查・瓊斯）
- 我的太太是魔法少女（柏田祐二）
- 蟲師（老闆）

2006年
- 天使心（慎村秀幸的父親）
- 雙面騎士（戴恩・德・博蒙（老年時））
- 怪醫黑傑克21（史坦（修達因）博士）
- Marginal Prince —月桂樹的王子們—（神秘男子）
- 名偵探柯南（萬田年久）

2007年
- DARKER THAN BLACK-黑之契約者-（迪凱德）
- 名偵探柯南（漆原典兒）
- 英國戀物語艾瑪 第二部（理查・瓊斯）
- 偶像宣言（夜貓騎士）

2008年
- 哥爾哥13（華爾頓）
- 死後文（野島辰巳）
- Scarecrowman（史坦）
- 旋風管家（查特）

2009年
- 偶像宣言 STAGE3（喵特萊德）※野島代表作喵特萊德・KITT（夥計）的模仿
- 名偵探柯南（小嶋元次）
- 新哆啦A夢（委員長）

2011年
- 灼眼的夏娜III-FINAL(ザムエル)

2015年
- 名侦探柯南（熊堂岩）

2016年
- 美男高校地球防衛部LOVE！LOVE！（嘴廣前輩）
- 亞人 第2期（橋口）
- ALL OUT!!（拝島雄爾）

2017年
- 名侦探柯南（福原荣镜）

2018年
- 皇帝聖印戰記（克萊榭大公）

2019年
- 名侦探柯南（深町淳史）

2021年
- Tomica Earth Granner 地球防衛隊（白鷹）

2022年
- 名偵探柯南 犯人·犯澤先生（寺井黃之助）

2024年
- 刀劍神域外傳 Gun Gale Online II（終端機聲音）
- BLEACH 千年血戰篇-相剋譚-（石田宗弦〈第2代〉）

### OVA
- 銀河英雄傳說（赫克斯海默）
- 裝鬼兵MD格斯特（克魯茲）
- TWD EXPRESS ROLLING TAKEOFF（“龍”伊凡・薩爾尼可夫）

### 劇場版動畫
- 夏娃的時間 劇場版（真崎篤郎）
- 奧丁 光子帆船星光（山川）
- 火影忍者劇場版：大激突！夢幻的地底遺跡 （海德）
- 名偵探柯南 偵探們的鎮魂歌（深山總一郎）
- 魯邦三世卡里奧斯特羅之城 （日本代表）
- 機器人歷險記（克蘭克・凱西）
- 綿的國星（魚八的主人）

### web動畫
- 夏娃的時間（真崎篤郎）

### 遊戲
- Surveillance 監視者（哈里斯・萊恩）
- 超級機器人大戰Z（神一太郎）
- 心跳回憶系列2（野咲堇的父親、的屋）
- 最终幻想XII（哈倫・翁德爾四世）
- 血戰：最後的吸血鬼（正夫）
- WILD ARMS the 4th Detonator（奧古斯特）

### 連續劇CD
- 篁破幻草子（小野岑守）
- 「Danza」PLUS「COPPERS」（卡澤爾）

### 外語配音
- 愛的選擇（高登）
- 美國風情畫（柯特・亨德森（理查·德雷佛斯））
- 美國甜心（李・菲利浦斯（比利·克里斯塔爾））
- 圍城13天：阿拉莫戰役（戴維·克洛克特（比利·鮑伯·索恩頓））
- 愛在屋簷下（喬治・門羅（凱文·克萊因））
- X戰警：金鋼狼（威廉・史崔克 （丹尼·休斯頓））
- 火線衝突（索卡爾助理官）
- X戰警／X戰警2(電視播映版)（羅伯特・凱利議員（布魯斯·戴維森））
- 被襲擊的幌馬車（克林特）
- 醜聞喋血（李小龍（布魯斯・李））
- 鬥智天王3（約克警長）
- 大長今（韓東益）
- 葛瑞西/比蒂弗爾（湯姆・奧克萊）
- 巔峰戰士（哈爾・塔克（麥可·魯克）（日本電視台版））
- 亂世忠魂（安哲羅・馬吉歐（法蘭克·辛納屈））
- 酷斯拉（查爾斯・凱曼（哈利·希爾勒）（電視版））
- 陰謀的劇本（丹尼爾）
- CSI犯罪現場（吉爾伯特（吉爾）・葛利森（威廉·彼得森））
- 醫門英傑2（朝日電視台版）（約翰・薩頓（傑米·雪瑞登））
- 哈特戰爭（韋納・維瑟上校（馬賽爾·厄雷斯））
- 超級風暴（卡森柏格（湯姆·賽澤摩爾））
- 站在我這邊（高登（成人時）（理查·德雷佛斯））
- 間諜遊戲（查爾斯・哈克（史蒂芬·迪蘭）（DVD版））
- 賽皮可
- 只有一個愛（菲爾）
- 制裁者（費區・麥奎德（文生·李歐塔））
- 冰上特攻隊（泰德・歐萊昂教練（傑佛瑞·諾德林））
- 古墓奇兵2（陳祿（任達華）「賽門・任」（日本電視台版））
- 特搜班CI5（道爾（馬丁·蕭））
- 昆醫生 荒野女醫情（丹尼爾・賽門（約翰·史奈德））
- 捍衛戰士（麥克（毒蛇）·梅特卡夫（湯姆·史克里特））
- 霹靂遊俠（KITT（騎士2000）（夥計））
- 惡靈古堡2：啟示錄（查爾斯・艾許福特（賈雷德·哈里斯））
- 捉迷藏（傑佛瑞（狄倫·貝克）（電視版））
- 快樂結局（法蘭克）
- 想找我女兒約會的八大守則（湯米（賴瑞·米勒））
- 殺手47 完全無修正版（尤里）
- 比佛利山超級警探(朝日電視台版)（威廉（比利）・羅斯伍德（賈奇·萊因霍爾德））
- 科學怪人（羅伯特・華爾頓（艾頓·昆））
- 高速 惡魔的滿旋律（霍爾茲鮑爾）
- A計劃（洪天賜（元彪））
- 寶貝計劃（洪峰（陳寶國））
- 滅（巴克（艾瑞克·羅伯茲）、法蘭克・巴斯圖（凱爾·T·賀夫納））
- 小鬼當家／小鬼當家2(朝日電視台版)（彼得・麥卡利斯特（凱文的父親）（約翰·海德））
- 火戰車（哈洛德）
- 白教堂 永不完結的殺機（雷・麥爾斯）
- 3000先生（波卡）
- 來來警察（馬文・詹姆斯（史坦·蕭））
- 突變第三型 （諾爾斯（湯瑪斯·肯特·卡特））
- 尖峰時刻2（譚里基（尊龍））
- 天降奇兵（M（理查·洛克斯堡））
- 法櫃奇兵(日本電視台版)（薩蒂波（阿爾弗雷德·莫里納））
- 瑞秋要出嫁（保羅（比爾·厄文））
- 日落黃沙（克萊倫斯（瘋狂）・李（波·霍普金斯））
- 霹靂遊俠NEXT(2008)（KITT（騎士3000）（夥計））

### 人偶劇
- 地球防衛軍泰拉霍克斯（宏）

### 電視連續劇
- 我是男人！ 第39話（1972年 日本電視台）（清水千加的哥哥）
- 戰鬥吧！龍　第1 - 3話、第8話（1974年 東京12頻道）（梁小龍（馬金・梁）的聲音）
- 特別機動搜查隊（1961年 - 1977年 NET → 朝日電視台）
- 玫瑰色的人生 (1974，TBS)最終話
- 少爺（1972年 日本電視台）
- 圓木與刀子（1968年）
- 龍馬來了（1968年）（利三）

### 特撮
- Akumaizer3（卡薩德勒的聲音、柯麥納恩的聲音）
- 伊納茲人F（吉夏克戴斯珀的聲音）
- 超人七號（賴瑞的西洋棋）
- 超級戰隊系列
  - 秘密戰隊五連者（鑽石假面的聲音、鳥牙假面的聲音）
  - 天裝戰隊護星者（茲特拉梅德洛普星人・研究的阿鮑塔的聲音）
- 強壯的傑克
- UFO大戰爭 作戰！紅虎（機器人Q的聲音、天野博士的聲音、旁白）

### 電視節目
- 新聞節目 超級J頻道（旁白）
- 音楽番組 Music Station（1987年2月9日播出、騎士2000（KITT）『夥計』的聲音）

### 廣播劇
- 夜間連續劇之家

### CM
- 幸運草 GUNDAMDX合體套裝（1979年）
- 三洋食品調味汁炒麵（1990年）
- 戴森 戴森吸塵器（2009年）

### 其他
- 東京國立博物館「對決 巨匠們的日本美術」語音導遊（木蝕）
- 『NHK特別篇 沸騰都市 第8回 「TOKYO怪獸」』內、短篇動畫（2009年2月16日・19日放送）（三田）

## 外部連結
- （日語）事務所公開簡歷 （页面存档备份，存于）